# Huỳnh Anh (diễn viên)
Huỳnh Anh (sinh ngày 28 tháng 1 năm 1992) là một nam diễn viên Việt Nam. Anh được biết đến qua các bộ phim Lỡ hẹn với ngày xanh, Cả một đời ân oán, Chạy trốn thanh xuân, Lựa chọn số phận, Mùa xuân ở lại.

## Tiểu sử
Huỳnh Anh tên đầy đủ là Lê Huỳnh Anh, sinh ngày 28 tháng 1 năm 1992 tại Hà Nội. Anh là con trai cả của diễn viên kịch câm và kịch nói Lê Ngọc Huỳnh, diễn viên thế hệ đầu tiên của Nhà hát Tuổi trẻ và là cháu nội của nhà thơ Vân Đài. Mẹ anh là người gốc Hoa.

## Sự nghiệp

### Thể thao
Từ những năm học trung học cơ sở, Huỳnh Anh đã là một vận động viên Taekwondo và tham gia vào đội tuyển quốc gia. Trong 10 năm luyện tập bộ môn này, anh từng giành được một số huy chương cấp khu vực và quốc gia, trong đó có Huy chương Vàng giải Taekwondo toàn quốc, 2 Huy chương Vàng giải Taekwondo 3 miền Bắc Trung Nam và 3 Huy chương vàng giải Taekwondo Hà Nội ở rộng. Với nền tảng chuyên nghiệp đã có, cộng thêm kinh nghiệm trong quá trình tham gia các bộ phim, anh đã trở thành đạo diễn võ thuật cho phần ngoại truyện của bộ phim truyền hình ăn khách Người phán xử.

### Âm nhạc
Mặc dù công việc ban đầu là diễn viên và đã có một số vai diễn, nhưng vì đam mê với âm nhạc mà Huỳnh Anh quyết định thi vào khoa thanh nhạc tại trường Cao đẳng Văn hóa Nghệ thuật Hà Nội. Khi đang là học sinh, anh từng là một thành viên trong nhóm nhạc X3.14 của Tăng Nhật Tuệ, nhưng chỉ một thời gian ngắn thì anh rời nhóm, ký hợp đồng độc quyền với Quang Cường Production của anh trai ca sĩ Quang Hà. Dù cho ra mắt ba tác phẩm "Khi có em", "Cơn mưa mùa đông", "Lạc mất tình yêu" nhưng sự nghiệp âm nhạc của Huỳnh Anh không tạo được điểm nhấn gì với khán giả Việt Nam. Tháng 8 năm 2011, anh chấm dứt hợp đồng với Quang Cường Production.
Năm 2014, anh tham gia Học viện Ngôi sao nhưng chỉ dừng lại ở top 7 với giọng hát không được đánh giá cao. Sau một thời gian tập trung vào công việc diễn viên, đến năm 2016, anh gây bất ngờ khi một lần nữa tham gia vào một nhóm nhạc mang tên Avatar Boys và ra mắt với MV Những năm tháng ấy. Năm 2019, anh tiếp tục theo đuổi đam mê với âm nhạc khi tham gia gameshow "Trời sinh một cặp" mùa thứ 3. Nhưng anh cũng chỉ dừng chân ở top 6.

### Điện ảnh
Nhờ sở hữu vẻ ngoài điển trai nổi bật, Huỳnh Anh dễ dàng gây thiện cảm cho khán giả qua các vai diễn. Năm 2009, anh tham gia bộ phim truyền hình đầu tay Bộ tứ 10A8. Đến năm 2010, anh chính thức bắt đầu sự nghiệp diễn xuất chuyên nghiệp với vai thứ chính trong bộ phim điện ảnh Bi, đừng sợ!. Sau đó, anh liên tiếp gây chú ý qua các bộ phim như Thiên sứ 99, Cầu vồng tình yêu hay Thiên sứ tháng 6. Năm 2012, Huỳnh Anh đảm nhiệm vai chính trong tác phẩm điện ảnh Dành cho tháng sáu, bộ phim đã lọt vào danh sách đề cử của Giải Cánh diều 2012.
Năm 2016, Huỳnh Anh tham gia "Em vẫn ở đây" một bộ phim ngắn về đề tài ballet của đạo diễn Mỹ Trang. Bộ phim đã được chọn vào vòng tranh giải của 3 liên hoan phim trực tuyến uy tín giành cho phim ngắn, phim đầu tay và phim độc lập bao gồm Direct Monthly Online Film Festival (DMOFF), Women’s Only Entertainment Film Festival (WOEFF) và Los Angeles CineFest.
Dù tham gia nhiều bộ phim nhưng vì kỹ thuật diễn xuất không được đánh giá cao, sự nghiệp âm nhạc không có điểm nổi bật, mà một thời gian dài Huỳnh Anh bị gắn với danh xưng "hot boy" mà không phải diễn viên hay ca sĩ. Dù vậy, sau một thời gian dài cố gắng, học thêm nghề đạo diễn và cải thiện khả năng diễn xuất, Huỳnh Anh dần được khán giả công nhận, đặc biệt là sau những bộ phim Cả một đời ân oán, Tình khúc bạch dương, và Chạy trốn thanh xuân. Bên cạnh việc đóng phim, Huỳnh Anh còn thường xuất hiện trong các MV của nhiều ca sĩ như Miu Lê, Bảo Anh.
Đầu năm 2020, bộ phim Mùa xuân ở lại của đạo diễn Nguyễn Danh Dũng do Huỳnh Anh đóng vai chính đã lên sóng vào dịp Tết Nguyên Đán. Hình ảnh Huỳnh Anh trong bộ quân phục của Bộ đội Biên phòng Việt Nam đã nhận được phản hồi tốt từ khán giả. Sau khi tham gia 2 bộ phim truyền hình ăn khách là Lựa chọn số phận và Hướng dương ngược nắng, Huỳnh Anh cho biết sẽ tạm ngưng đóng phim từ tháng 10 cùng năm để sang Canada học đạo diễn tại Toronto Film School. Tuy nhiên, vì ảnh hưởng của Đại dịch COVID-19 mà thời gian đầu anh đã tham gia việc học bằng hình thức trực tuyến.
Trước đó, Huỳnh Anh đã tốt nghiệp khoa đạo diễn trường Quốc tế Điện ảnh Sài Gòn (SIFS), có một số chứng chỉ đạo diễn như Chứng chỉ nhà làm phim độc lập (tiếng Anh: Independent filmmaker), Chứng chỉ đào tạo điện ảnh (tiếng Anh: Features films Director) và anh từng đảm nhiệm vai trò đạo diễn cho một số tác phẩm như phim ngắn Lối thoát, Món quà giáng sinh.

### Kinh doanh

Huỳnh Anh tại Saigon Yacht Show

Tháng 10 năm 2018, Huỳnh Anh thành lập công ty Wolf Brothers. Đây là công ty kinh doanh du thuyền theo hình thức "chia sẻ thời gian" (tiếng Anh: timeshare), hay "đồng sở hữu". Đến khoảng cuối năm 2020 thì công ty dần hoàn thiện và bắt đầu đi vào hoạt động chính thức. Tháng 12 cùng năm, Wolf Brothers cùng nhiều nhà phân phối du thuyền lớn tại Việt Nam đã tham gia Saigon Yacht Show, triển lãm du thuyền đầu tiên diễn ra tại Thành phố Hồ Chí Minh.

## Danh sách phim

### Truyền hình
| Năm  | Tựa phim                  | Vai diễn                 | Đạo diễn                                           | Kênh         | Nguồn         |
| ---- | ------------------------- | ------------------------ | -------------------------------------------------- | ------------ | ------------- |
| 2009 | Bộ tứ 10A8                |                          | Hoàng Điệp                                         | VTV3         | [ 34 ]        |
| 2011 | Đánh thức ước mơ          | Nguyên Thuận             | Võ Thạch Thảo                                      | HTV9         | [ 35 ]        |
| 2011 | Mùa hạ yêu dấu            | Huỳnh Anh                | Phạm Nhuệ Giang                                    | HTV7         | [ 36 ] [ 37 ] |
| 2011 | Hương vị ô mai            | Đăng Phan                | Đỗ Mai Nhất Tuấn                                   | HTV9         | [ 38 ] [ 39 ] |
| 2011 | Cầu vồng tình yêu         | Khánh Lâm                | Trọng Trinh, Vũ Hồng Sơn                           | VTV3         | [ 40 ] [ 41 ] |
| 2012 | Đảo xanh                  | Quốc Cường               | Võ Thạch Thảo                                      | HTV9         | [ 42 ]        |
| 2013 | Đảo ngọc huyền bí         | Thiên Hải                | Văn Công Viễn                                      | HTV9         | [ 43 ] [ 44 ] |
| 2013 | Trái tim kiêu hãnh        | Việt Gian                | Nguyễn Quốc Tuấn                                   | VTV6         |               |
| 2014 | Kẻ gây hấn                | Dũng                     | Trần Cảnh Đôn                                      | HTV7         | [ 45 ]        |
| 2014 | Hoa phượng trắng          |                          | Lưu Ngọc Hà                                        | VTV6         |               |
| 2015 | Mắt lụa                   | Quang                    | Nguyễn Phương Điền                                 | VTV9         | [ 46 ]        |
| 2015 | Kẻ thù giấu mặt           | Nhật Nam                 | Nguyễn Phương Điền                                 | THVL1        | [ 47 ]        |
| 2015 | Khúc hát mặt trời         | Việt                     | Vũ Trường Khoa                                     | VTV3         | [ 48 ] [ 49 ] |
| 2016 | Bản lĩnh công tử          | Hùng                     | Đào Bá Sơn                                         | HTV9         | [ 50 ]        |
| 2017 | Cả một đời ân oán         | Nguyên                   | Trọng Trinh                                        | VTV3         | [ 51 ] [ 52 ] |
| 2018 | Tình khúc bạch dương      | Hùng (lúc trẻ)           | Vũ Trường Khoa                                     | VTV1         | [ 53 ] [ 54 ] |
| 2018 | Chạy trốn thanh xuân      | Phi                      | Nguyễn Đức Hiếu                                    | VTV3         | [ 55 ] [ 56 ] |
| 2018 | Người phán xử tiền truyện | Kẻ chơi dao              | Nguyễn Danh Dũng, Nguyễn Mai Hiền, Nguyễn Khải Anh | VTV Giải trí |               |
| 2019 | Tiệm ăn dì ghẻ            | Thắng                    | Nguyễn Đức Hiếu, Nguyễn Thu                        | VTV3         | [ 57 ] [ 58 ] |
| 2020 | Mùa xuân ở lại            | Nghĩa                    | Nguyễn Danh Dũng                                   | VTV1         | [ 59 ] [ 60 ] |
| 2020 | Lựa chọn số phận          | Đức                      | Mai Hồng Phong, Bùi Quốc Việt                      | VTV1         | [ 61 ] [ 62 ] |
| 2020 | Hướng dương ngược nắng    | Ông Đạt (lúc trẻ)        | Vũ Trường Khoa                                     | VTV3         | [ 63 ]        |
| 2023 | Biệt dược đen             | Đại úy Nguyễn Thanh Tuấn | Phạm Gia Phương, Trần Trọng Khôi                   | VTV3         |               |
| 2024 | Lỡ hẹn với ngày xanh      | Nguyễn Tuấn Hiệp         | Trần Hoài Sơn                                      | VTV1         |               |
| 2024 | Hà Nội trong mắt em       | Tuấn                     | Tôn Nguyễn                                         | Hà Nội 1     |               |

### Điện ảnh
| Năm  | Tựa phim              | Vai diễn     | Đạo diễn                     | Nguồn         |
| ---- | --------------------- | ------------ | ---------------------------- | ------------- |
| 2011 | Bi, đừng sợ!          | Cậu học sinh | Phan Đăng Di                 | [ 64 ] [ 65 ] |
| 2011 | Thiên sứ 99           | Thiên Minh   | Nguyễn Minh Cao              | [ 66 ] [ 67 ] |
| 2012 | Dành cho tháng 6      | Kiên         | Nguyễn Hữu Tuấn              | [ 68 ] [ 69 ] |
| 2014 | Không nói được        | Từ Huy       | Trần Việt Anh                | [ 70 ] [ 71 ] |
| 2014 | Hương ga              |              | Ngô Quốc Cường               | [ 72 ] [ 73 ] |
| 2016 | Liên minh huyền thoại | Hải Đăng     | Phạm Văn Hải, Đinh Thái Thụy | [ 74 ] [ 75 ] |
| 2019 | Vô gian đạo           | Thạch        | Trần Việt Anh                | [ 76 ] [ 77 ] |

## Đời tư
Năm 2012, Huỳnh Anh công khai hẹn hò với người mẫu Kỳ Hân, nhưng mối quan hệ của cả hai chỉ kéo dài trong 2 năm thì kết thúc vào cuối năm 2013 vì Kỳ Hân muốn tập trung thời gian cho sự nghiệp. Sau khi chia tay Kỳ Hân một thời gian, Huỳnh Anh bắt đầu mối quan hệ với Á hậu Hoàng Oanh từ giữa năm 2014. Hoàng Oanh cũng từng xuất hiện cùng Huỳnh Anh trong MV của nhóm nhạc Avatar Boys. Cả hai từng được xem là một trong những cặp đẹp đôi nhất trong làng giải trí Việt Nam, nhưng giữa năm 2017, Huỳnh Anh thông báo cả hai đã chia tay.
Một thời gian sau, anh công khai đang yêu xa với Y Vân, một du học sinh Việt Nam tại Bỉ. Dù việc công khai người yêu mới chỉ một thời gian ngắn sau khi chia tay đã từng khiến Huỳnh Anh gặp phải sự chỉ trích của khán giả, nhưng không làm ảnh hưởng nhiều đến mối quan hệ của cả hai. Tuy nhiên mối quan hệ cũng chỉ kéo dài được hơn 2 năm khi Y Vân xác nhận cả hai đã chia tay vào tháng 3 năm 2020.
Năm 2020, anh công khai xác nhận bạn gái mới là Bạch Lan Phương, cựu MC của chương trình VTV Kết nối trên VTV và hơn Huỳnh Anh 6 tuổi. Tại thời điểm đó, Bạch Lan Phương đang là mẹ đơn thân và có một con gái 8 tuổi. Tháng 2 năm 2021, Huỳnh Anh đã công khai cầu hôn Lan Phương.

## Giải thưởng và đề cử
| Lễ trao giải | Năm  | Hạng mục               | Tác phẩm đề cử       | Kết quả | Nguồn                |
| ------------ | ---- | ---------------------- | -------------------- | ------- | -------------------- |
| Ấn tượng VTV | 2019 | Nam diễn viên Ấn tượng | Chạy trốn thanh xuân | Đề cử   | [ 92 ] [ 93 ] [ 94 ] |